# Adidas Tango

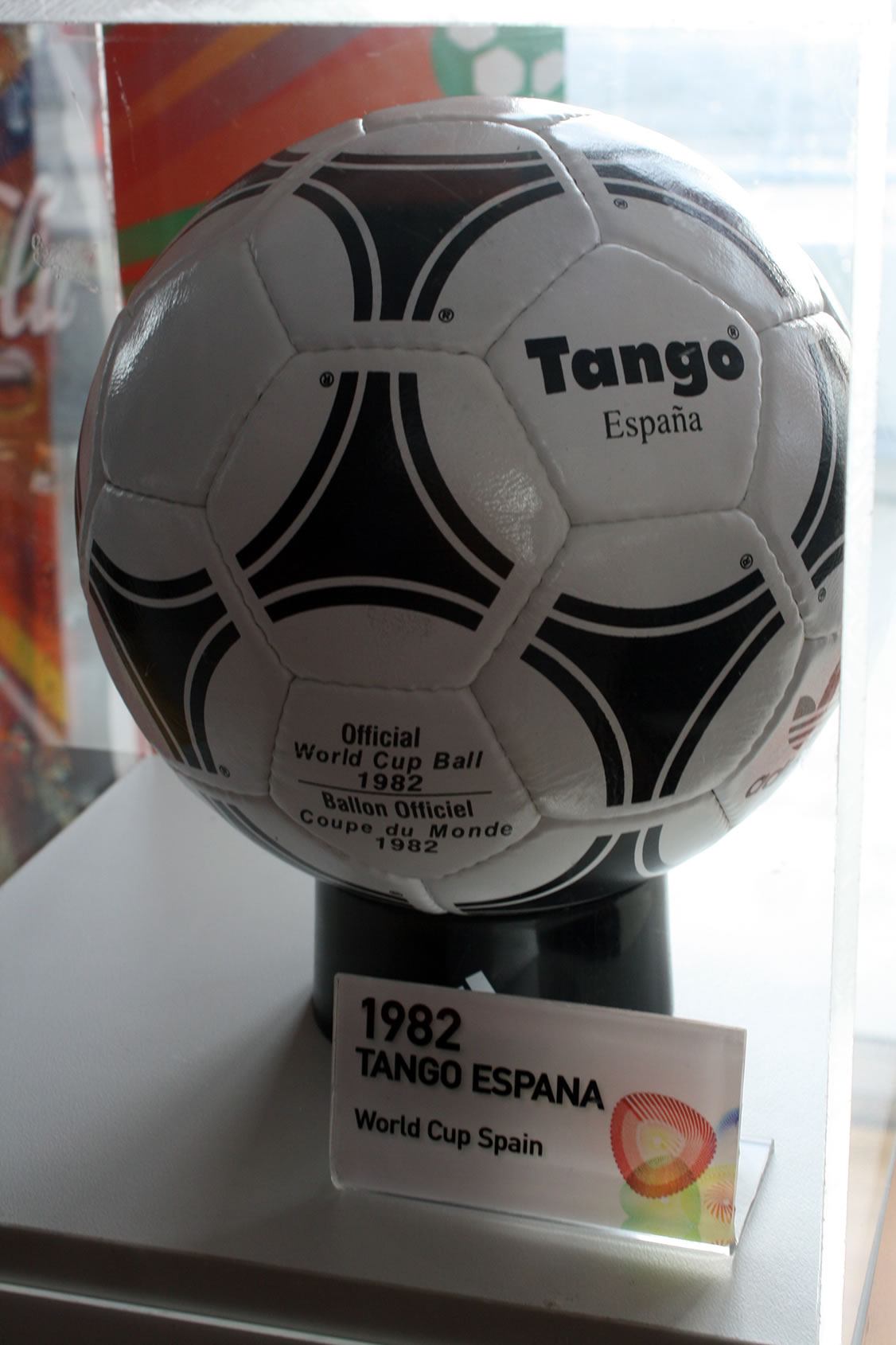
Tango España.

Tango è un pallone da calcio prodotto dalla Adidas. Il suo design fu utilizzato per i palloni delle principali competizioni internazionali per un ventennio, subentrando all'iconico Telstar. Tango fu il primo pallone a essere prodotto sia in versioni ufficiali che in versioni replica.

## Design
Tango ha una configurazione a icosaedro troncato formata da 32 pannelli, 20 esagonali e 12 pentagonali. Ciascuno degli esagoni è decorato da "triadi" che formano 12 cerchi attorno ai pentagoni. Per la prima metà del periodo in cui fu impiegato, il pallone venne realizzato in cuoio rivestito di poliuretano, che ne migliorava l'impermeabilità e la resistenza meccanica e gli conferiva un aspetto lucido. Dall'inizio degli anni 1980 la resistenza all'acqua venne migliorata grazie all'introduzione delle cuciture gommate; mentre dalla seconda metà dello stesso decennio, i palloni cominciarono a essere realizzati interamente in materiale sintetico. All'inizio degli anni 1990 vennero prodotti palloni con uno strado di schiuma poliuretanica nera all'interno; mentre a metà decennio i palloni cominciarono a essere realizzati con cinque materiali diversi, al fine di renderli più morbidi al tocco, migliorarne il controllo e conferirgli una maggiore accelerazione nei tiri. Di Tango venne prodotta anche una variante per il futsal, che prese il nome di Tango Indoor.

## Storia

### Il primo decennio di Tango
La prima versione di Tango, detta anche Tango Durlast, venne presentata da Adidas per il campionato mondiale di calcio 1978. Infatti, il nome faceva riferimento al ballo tradizionale dell'Argentina, paese ospitante del torneo. Di questo pallone vennero prodotte le varianti replica Tango River Plate, Tango Rosario e Tango Mendoza.
Una seconda versione e una terza versione, Tango Italia e Tango España, vennero utilizzate, rispettivamente, come palloni ufficiali del campionato europeo di calcio 1980 in Italia e del campionato mondiale di calcio 1982 in Spagna. Del primo vennero prodotte le varianti replica Tango Napoli e Tango Roma; mentre del secondo vennero prodotte le varianti replica Tango Alicante, Tango Barcelona, Tango Malaga e Tango Sevilla. In occasione del torneo di calcio dei giochi di Mosca 1980 venne utilizzata la variante Tango Gol, mentre per il campionato europeo di calcio 1984 venne utilizzato Tango Mundial, un'altra variante di Tango España. Infine, per il torneo olimpico del 1984 venne utilizzato Tango Sevilla, al quale fu applicato il logo dei giochi di Los Angeles. Proprio in occasione dei giochi venne prodotta una variante replica chiamata Tango Pasadena. 
Una quarta versione, Tango Europa, venne utilizzata per il campionato europeo di calcio 1988 in Germania Ovest. Di questo pallone venne prodotta la variante replica Tango Munich, mentre per il torneo di calcio per i giochi di Seul 1988 venne utilizzata la variante Tango Seoul.

### Il secondo decennio
A partire dalla seconda metà degli anni 1980 l'Adidas cominciò a dare ai palloni prodotti per le varie competizioni internazionali nomi diversi e variazioni del design, spesso omaggiando il paese ospitante della competizione.

#### Azteca
Il pallone ufficiale di Messico 86 fu Azteca, il cui design riccamente decorato era ispirato all'architettura e alle decorazioni murali azteche. Di questo pallone venne prodotta la variante Tango Scorpion.

#### Etrusco Unico
Il pallone ufficiale di Italia 90 fu Etrusco Unico, il cui design s'ispirava alla storia antica dell'Italia, all'arte etrusca in particolare. Infatti, tre teste di leone decoravano le triadi e questa fantasia venne riproposta anche su una serie speciale di scarpini che portava lo stesso nome. Il pallone venne utilizzato anche per il campionato mondiale femminile di calcio 1991, per la CONCACAF Gold Cup 1991, per la Copa América 1991, per la coppa delle nazioni africane 1992, per il campionato europeo di calcio 1992, per il torneo olimpico di Barcellona 1992 e per la coppa d'Asia 1992.

#### Questra
Il pallone ufficiale per Stati Uniti 94 fu Questra, le cui decorazioni a tema spaziale vennero scelte per commemorare il 25º anniversario della missione Apollo 11, mentre il nome alludeva alla quest for the stars, la ricerca della gloria della vittoria sul campo. Il pallone fu utilizzato anche in occasione del campionato mondiale femminile di calcio 1995 e della coppa d'Asia 1996. Nel 1996 vennero prodotte due varianti, Questra Europa e Questra Olympia, utilizzate come palloni ufficiali, rispettivamente, del campionato europeo di calcio 1996 in Inghilterra e dei tornei di calcio dei giochi della XXVI Olimpiade di Atlanta. Il primo presentava nella triade una decorazione con i tre leoni e una rosa biancorossa, mentre il secondo aveva nella triade tre fiaccole olimpiche.

#### Tricolore
Il pallone ufficiale per Francia 98 fu Tricolore, il cui design riprendeva lo schema di Tango Tournoi, utilizzato per il Tournoi de France, svoltosi nell'estate del 1997. Tricolore, presentato ufficialmente nel dicembre 1997, e il suo design riprendeva i simboli tradizionali della Francia: la bandiera tricolore, il galletto, il triscele gallico e il TGV. Più di venti bozzetti erano stati proposti dal team di progettazione dell'Adidas prima che la versione definitiva fosse approvata. Il pallone venne utilizzato anche per la FIFA Confederations Cup dall'edizione 1997 all'edizione 2001, per la CONCACAF Gold Cup 1998 e per la coppa delle nazioni africane 2002. La variante Tango Argentina venne utilizzata come pallone ufficiale della Primera División fino all'edizione 2004.

#### Icon
In occasione del campionato mondiale femminile di calcio 1999 l'Adidas approntò un pallone ufficiale (la prima volta per un torneo femminile) chiamato Icon. Il suo design multicolore celebrava la cultura degli Stati Uniti, paese ospitante della competizione.

#### Terrestra Silverstream e Gamarada
Le ultime apparizioni dell'iconico design a triadi si ebbero nel 2000. Il pallone ufficiale del campionato europeo di calcio 2000 fu Terrestra Silverstream, il quale fu utilizzato anche per la coppa d'Asia 2000. Il pallone ufficiale dei tornei di calcio dei giochi della XXVII Olimpiade della XI Paralimpiade, invece, fu la sua variante Gamarada, la quale fu in seguito utilizzata anche per la CONCACAF Gold Cup 2003.

#### Galleria d'immagini

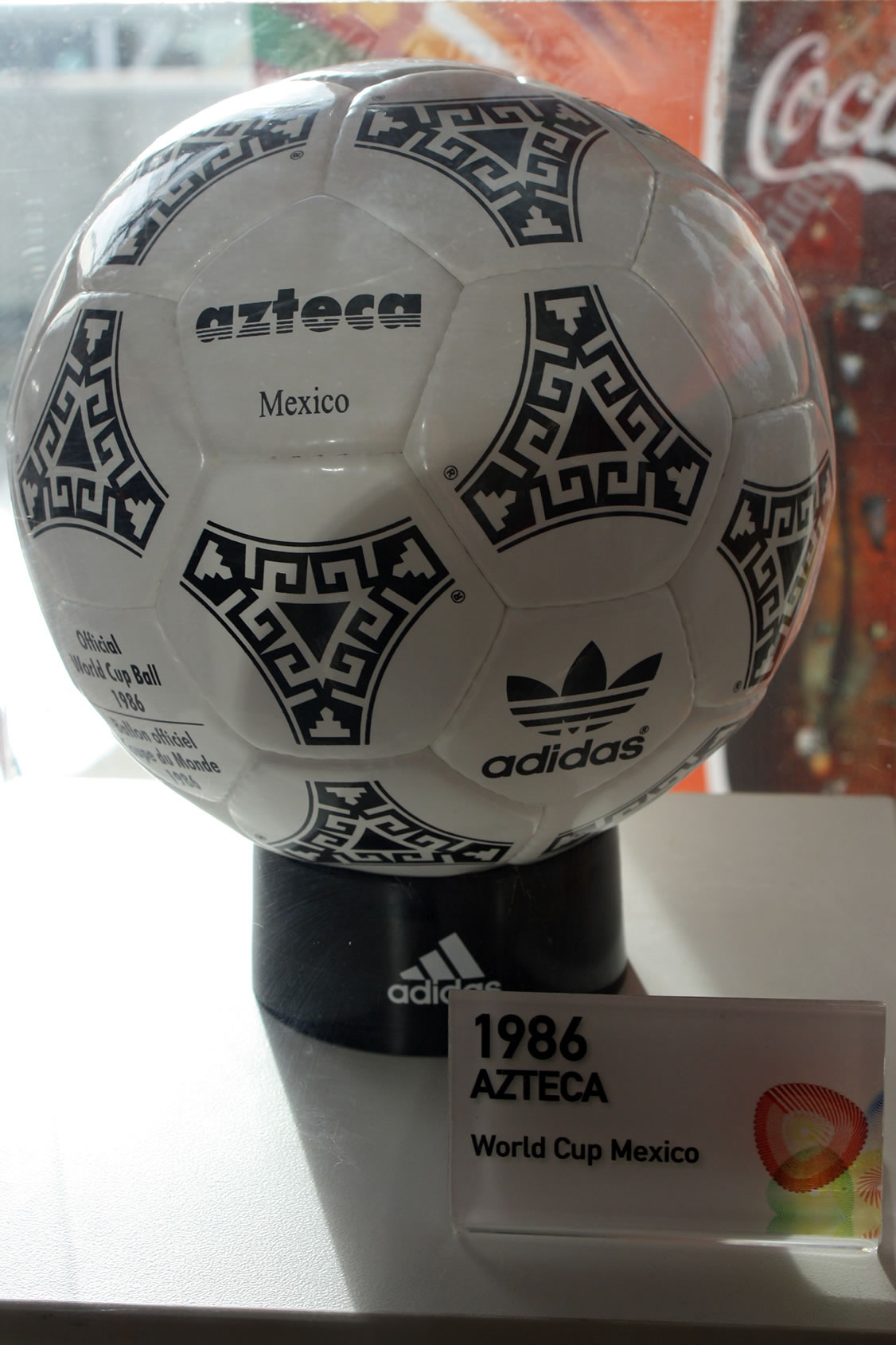
Azteca
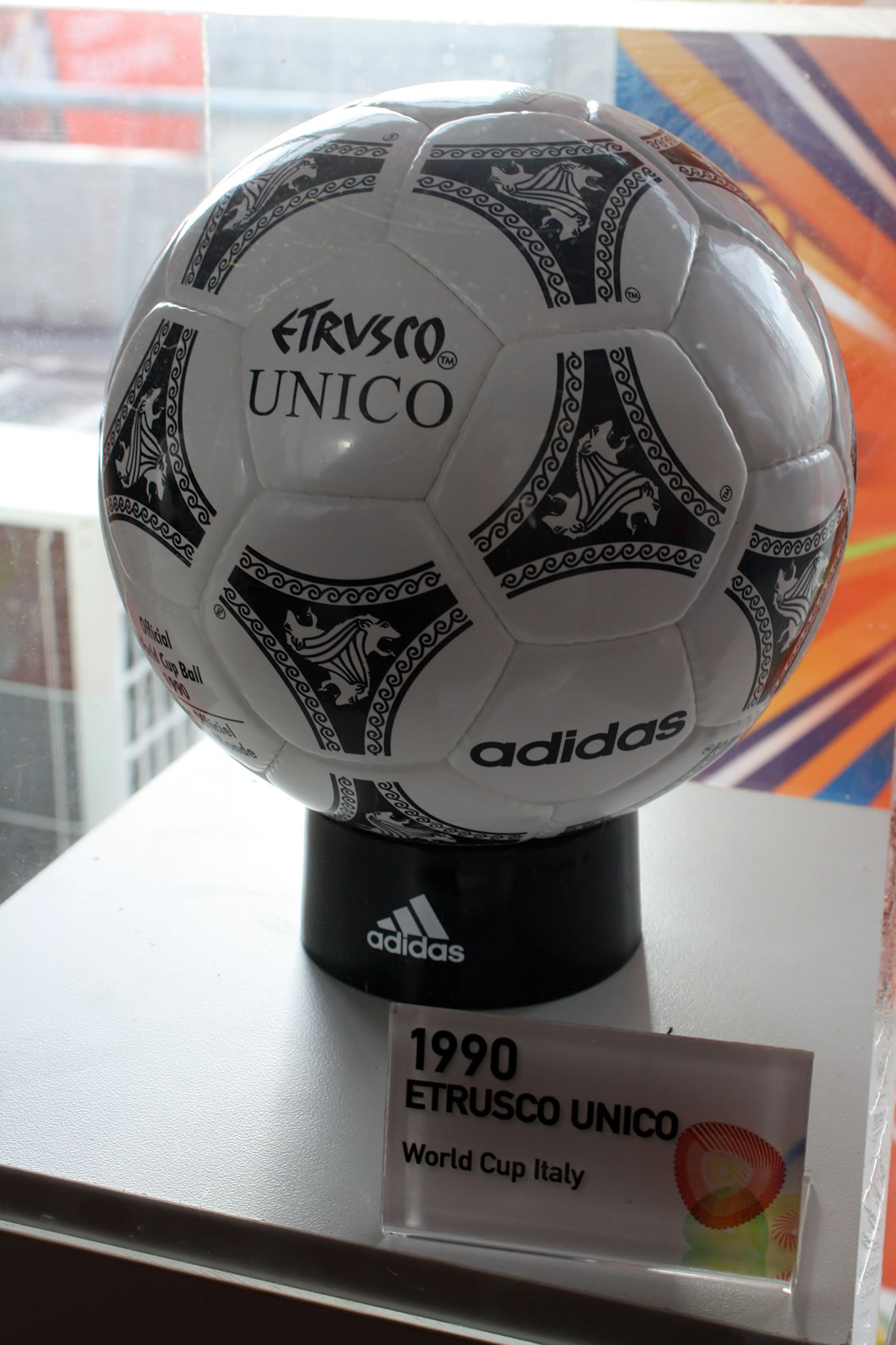
Etrusco Unico
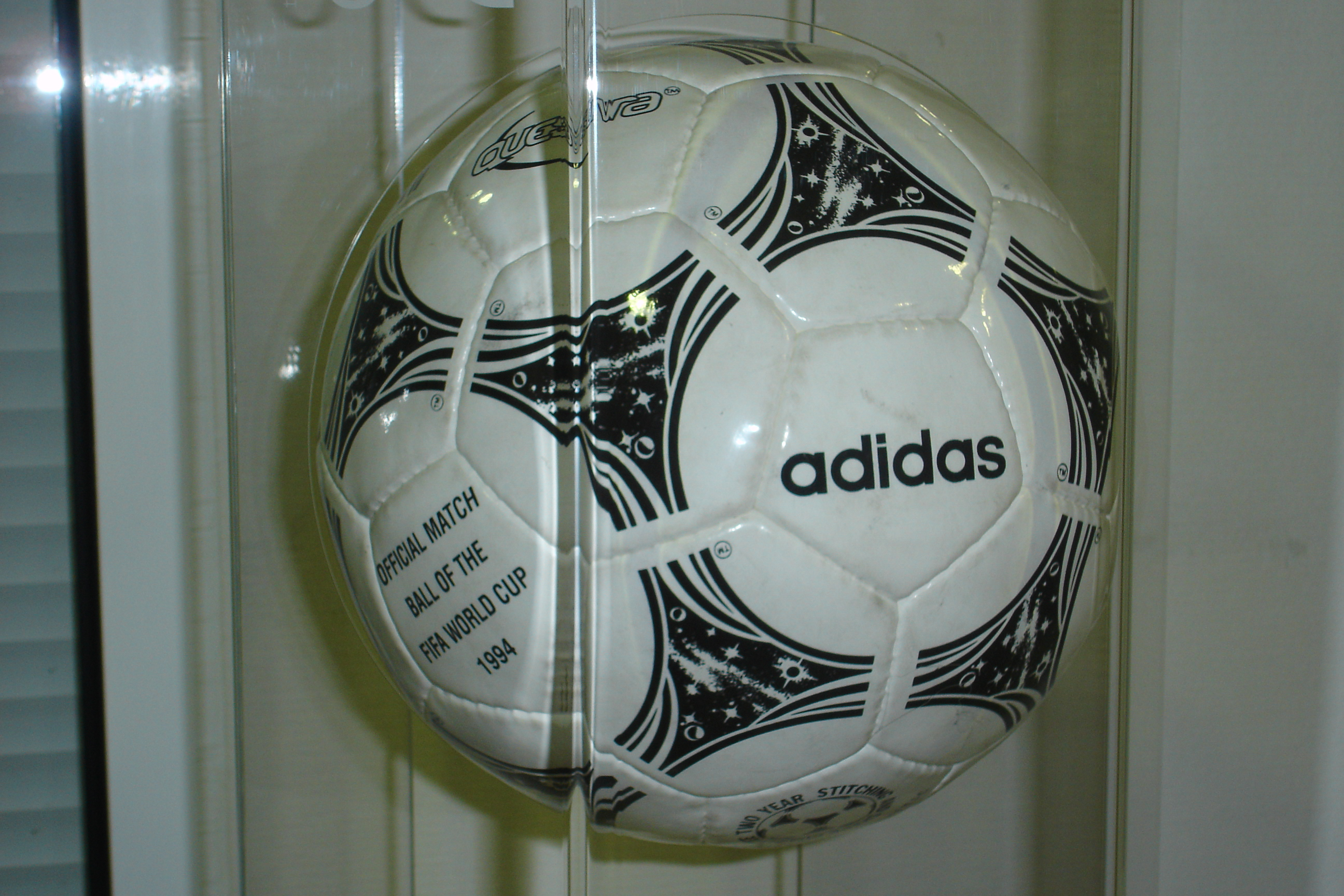
Questra
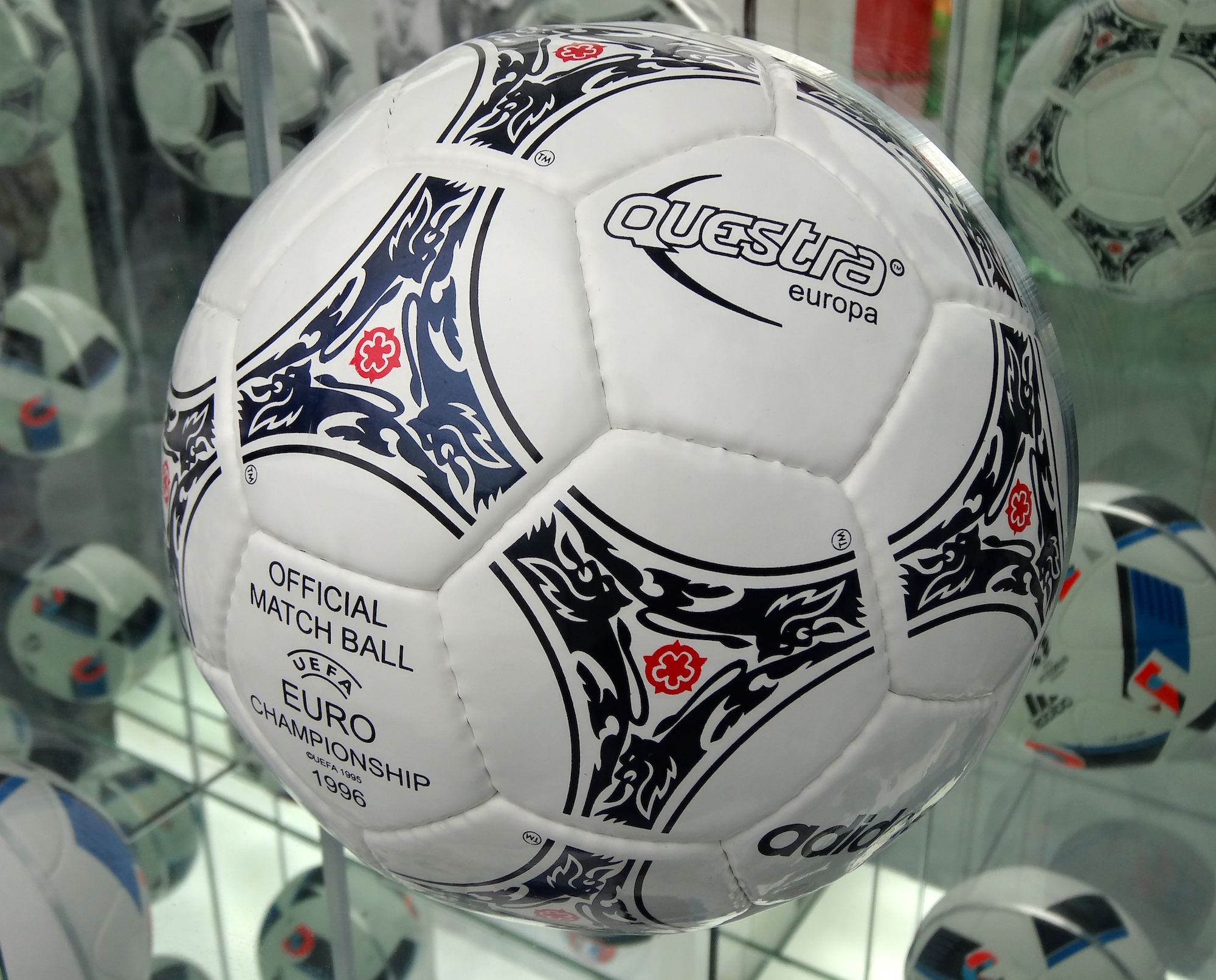
Questra Europa
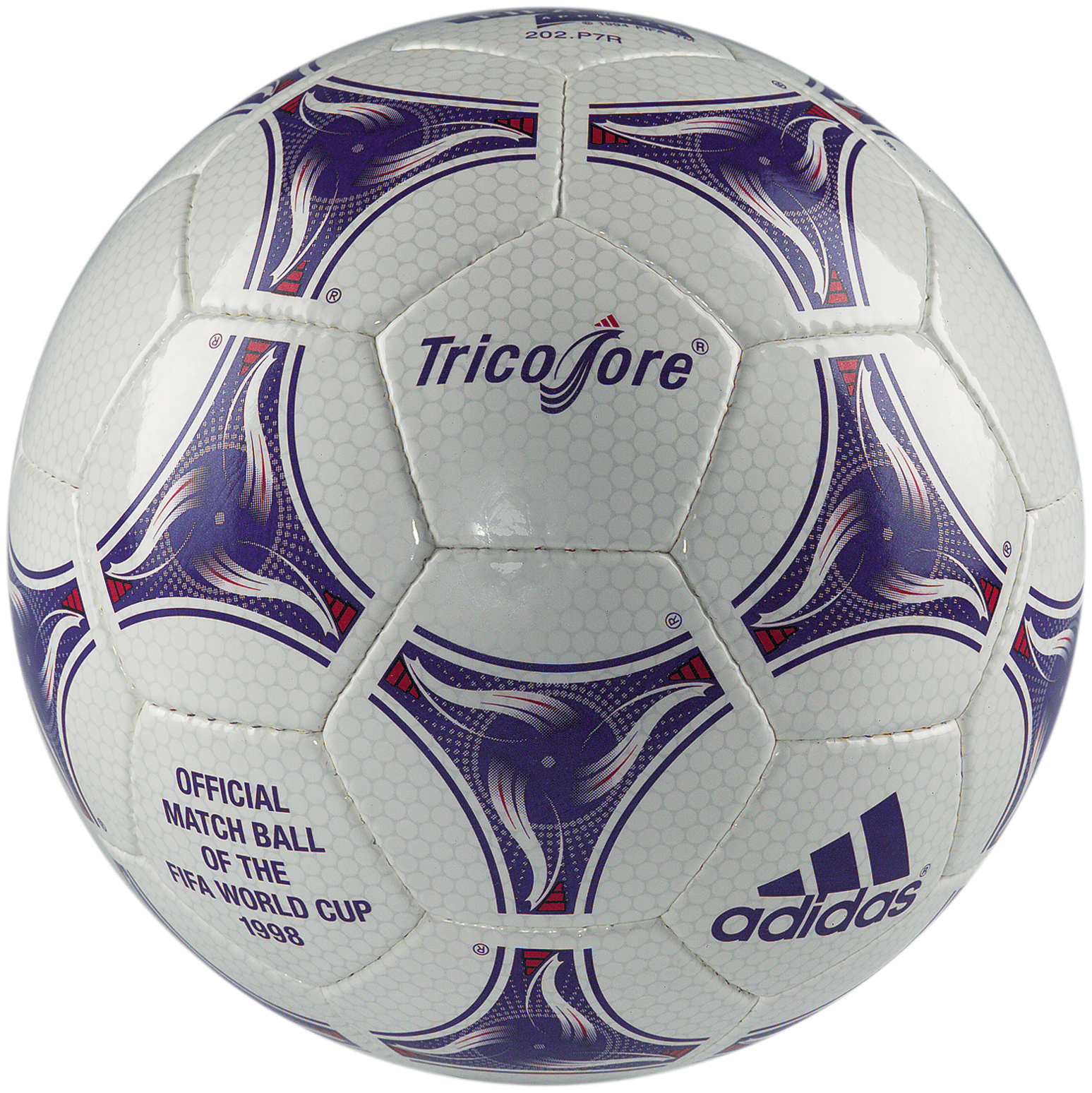
Tricolore
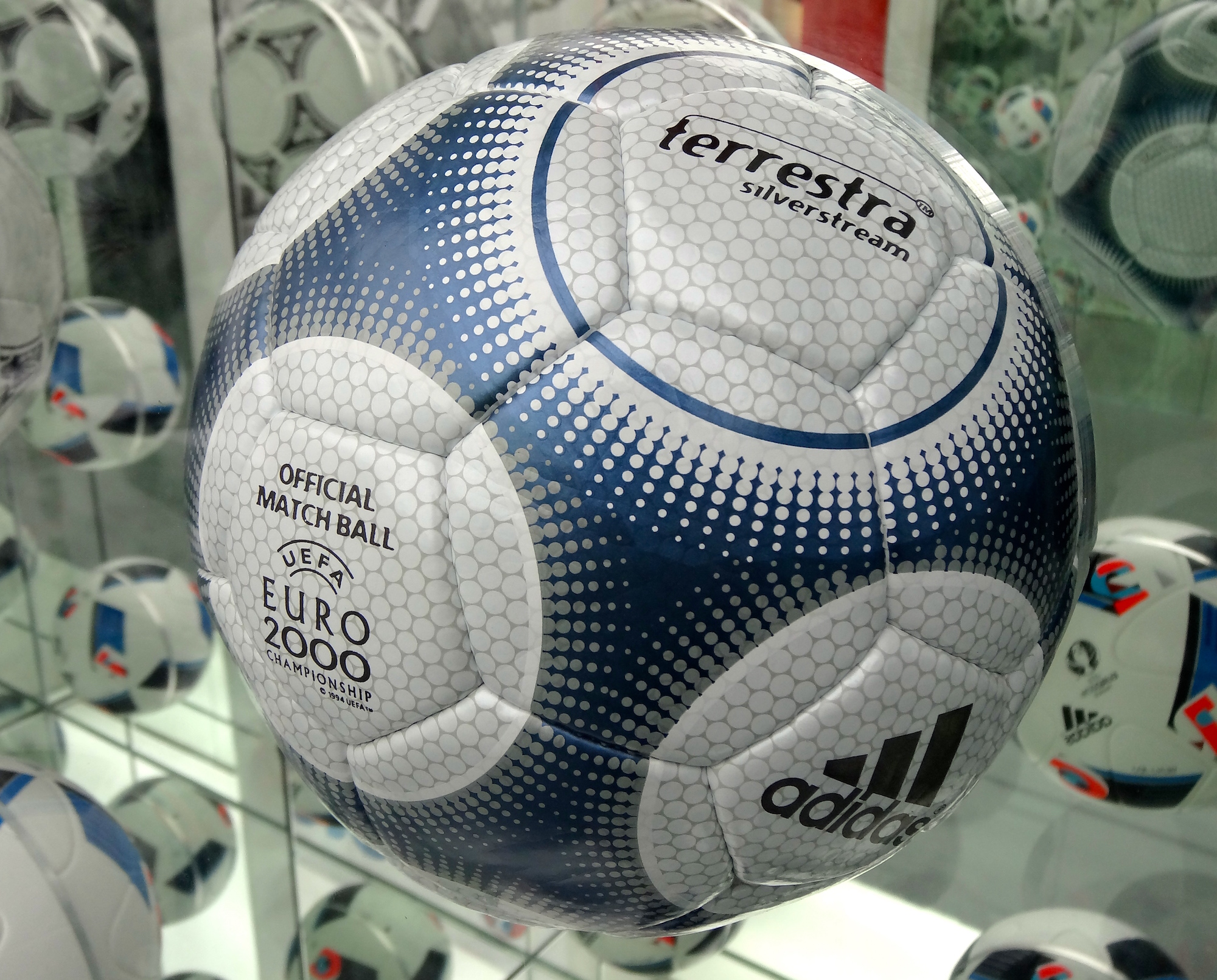
Terrestra Silverstream

## Eredità
Il pallone realizzato da Adidas per il campionato europeo di calcio 2012, in omaggio al design originale, venne battezzato Tango 12. Tuttavia, nonostante la decorazione simile, la struttura dei pannelli del nuovo pallone era completamente diversa da quelli originali. Analogamente, in occasione del campionato mondiale femminile di calcio 2019 venne realizzato Tricolore 19, in omaggio al pallone dell'ultima rassegna iridata ospitata sul suolo francese.